# Kanakomyrtus dawsoniana
Kanakomyrtus dawsoniana är en myrtenväxtart som beskrevs av Neil Snow. Kanakomyrtus dawsoniana ingår i släktet Kanakomyrtus och familjen myrtenväxter. Inga underarter finns listade i Catalogue of Life.